# Mario Zanchi
Pour les articles homonymes, voir Zanchi.
Mario Zanchi, né le 8 mai 1939 à Castiglion Fibocchi (Toscane) et mort le 20 avril 1976 à Montevarchi (Toscane), est un coureur cycliste italien, professionnel de 1961 à 1966. Une course amateur, le Trophée Mario Zanchi, lui rend hommage.

## Palmarès
- 1959
  - Trophée Matteotti amateurs
- 1960
  - Florence-Viareggio
  - Gran Premio Industria del Cuoio e delle Pelli
  - Gran Premio Montanino
  - Coppa Fiera di Mercatale
- 1961
  - Florence-Viareggio
  - Tour des Abruzzes

## Résultats sur les grands tours

### Tour de France
2 participations
- 1962 : hors délai (7e étape)
- 1966 : hors délai (2e étape)

### Tour d'Italie
3 participations
- 1963 : 74e
- 1964 : 58e
- 1965 : 78e